# Jacaraú
Jacaraú is een gemeente in de Braziliaanse deelstaat Paraíba. De gemeente telt 14.087 inwoners (schatting 2009).